# Maurice Izier
Maurice Izier (* 18. März 1944 in Crest) ist ein ehemaliger französischer Radrennfahrer.

## Sportliche Laufbahn
Izier war im Straßenradsport aktiv. Als Amateur gewann er 1962 die französische Meisterschaft der Studenten im Straßenrennen. 1964 wurde er Vizemeister in der Militärmeisterschaft.
Von 1965 bis 1971 war er Unabhängiger und Berufsfahrer. Sein bedeutendster sportlicher Erfolg war der Gewinn einer Etappe in der Tour de France 1968. 1965 siegte er im Circuit de Lorraine (Circuit des Mines) vor René Binggeli, 1966 im Circuit d’Auvergne vor Julio Jiménez und auf einer Etappe des Grand Prix Petit Varois. Zweiter wurde er bei Paris–Camembert 1968 hinter Harry Steevens und in der französischen Straßenmeisterschaft 1969. Dritter wurde Izier 1965 in der Route de France.
Die Tour de France fuhr er fünfmal. 1966 wurde er 55., 1967 40., 1968 43., 1969 35. und 1970 61. der Gesamtwertung. In der Vuelta a España 1967 kam er auf den 55. Platz.